# Sereetz
Sereetz ist eine Dorfschaft innerhalb der Gemeinde Ratekau (Kreis Ostholstein, Schleswig-Holstein). Mit 4.293 Einwohnern (Stand 31. März 2015) ist Sereetz damit das größte Dorf im Kreis.

## Lage
Sereetz liegt ca. 7 km Luftlinie nördlich vom Lübecker Stadtzentrum entfernt und bildet mit der Stadt eine Agglomeration. Seit dem Bau des Autobahnkreuzes Bad Schwartau ist der Ort im Westen begrenzt durch die Autobahn A 1 (Lübeck–Fehmarn) und im Süden durch die A 226 (Lübeck–Travemünde). Er grenzt außerdem im Süden an die Lübecker Stadtbezirke Dänischburg und Siems. Durch den Bau der genannten Autobahnen wurde die natürliche Verbindung zum Schwartauer Markt (via Kaltenhöfer Straße) unterbrochen.

## Geschichte
Die erste schriftliche Erwähnung findet sich in einer Urkunde vom 22. Februar 1247, in der die Holsteiner Grafen Johann III. und Gerhard III. die Grenzen des Ortes bestätigen. Da in dieser Urkunde bereits von einem Dorf die Rede ist (ville serez), liegen die Ursprünge der Siedlung noch weiter zurück. Auch ist seit dem 13. Jahrhundert eine Mühle bezeugt, die an dem Fluss Schwartau
zu lokalisieren ist. Nachdem in den 1930er Jahren der Fluss begradigt wurde, finden sich in Sereetz nur noch Altarme.

## Infrastruktur
Ein sehr großer Teil der Sereetzer Berufstätigen arbeitet in Bad Schwartau oder Lübeck. Das Werk Lübeck-Dänischburg von Villeroy & Boch Keramische Werke war bis über 1980 hinaus einer der größten Arbeitgeber Lübecks und von Sereetz aus einfach mit dem Fahrrad erreichbar. Auf dem Areal befinden sich seit 2014 das Einkaufszentrum LUV Shopping sowie eine Niederlassung von IKEA. Dort besteht über die ca. 700 Meter südlich der Sereetzer Dorfgrenze gelegene Bahnstation Lübeck-Dänischburg IKEA auch ein Anschluss an den Schienenverkehr nach Lübeck, Travemünde und Hamburg.
Die Orientierung nach Bad Schwartau und Lübeck zeigt sich an weiteren Details:
- die Lübecker Telefonvorwahl 0451 gilt auch für Bad Schwartau, Stockelsdorf und Sereetz
- die Postleitzahl 23611 (wie vormals ebenso 2407) ist für Bad Schwartau und Sereetz gleich
- der ÖPNV erfolgt überwiegend mit Bussen der Stadtverkehr Lübeck GmbH
- der Schülerverkehr morgens nach Bad Schwartau erfordert den Einsatz zusätzlicher Busse

Bad Schwartau und Stockelsdorf bilden mit Lübeck eine Agglomeration (siehe dort). Für Sereetz stellt sich diese Frage ebenso, denn zwischen den Ortsschildern von Sereetz und Lübeck-Dänischburg befindet sich lediglich die A 226 und eine Straßenkreuzung, die unter Bundesautobahn 226 genauer beschrieben ist.
Ab ca. 1960 erfolgte eine umfangreiche mehrgeschossige Bebauung im Bereich Hamburger Straße/Berliner Straße, darunter auch ein Hochhaus.

## Kirchen
- Evangelisch-lutherische Kirche Schifflein Christi, Ringstraße (geweiht 1961)[2]

## Schulen
Die frühere Grund- und Hauptschule Sereetz ist seit dem 26. Juni 2009 nach Achim Bröger benannt und ist heute eine Grundschule. (146 Schüler in 7 Klassen)

## Persönlichkeiten
- Heinz Lund (1925–2016), Politiker (SPD), lebte in Sereetz und war von 1994 bis 1998 Vorsteher der Dorfschaft.
- Peter Zahn (1944–2001), Politiker (SPD) und Gewerkschaftsführer, lebte in Sereetz und war dort Vorstandsmitglied der SPD[5]
- Achim Bröger (* 1944), Kinderbuchautor